# Herinneringsmedaille Luchtbescherming 1940-1945
In 1949 werd de Herinneringsmedaille Luchtbescherming 1940-1945 ingesteld. De onderscheiding was een particulier initiatief van het bestuur van de Nederlandse Vereniging voor Luchtbescherming, maar deze particuliere onderscheiding werd in een machtiging van de minister van Oorlog goedgekeurd. Ze mocht dan ook door militairen op hun uniform worden gedragen.
De medaille werd toegekend aan hen, die in de periode 1940-1945 dienstdeden bij de Luchtbeschermingsdienst.

## De medaille
De ronde bronzen medaille met een middellijn van 21 millimeter werd aan een 17 millimeter breed lint op de linkerborst gedragen. De medaille en het lint zijn opvallend klein en smal, de meeste Nederlandse medailles zijn groter en ze worden aan een 37 millimeter breed lint gedragen.
De voorzijde van de medaille vertoont een afbeelding van een zittende vrouw die met de mouw van haar jurk twee kinderen beschermt tegen drie overvliegende bommenwerpers.
De keerzijde vertoont een schild met de leeuw uit het Nederlandse Rijkswapen en de tekst "LUCHTBESCHERMING 1940-1945".
Het lint is verticaal verdeeld in twee gelijke helften Nassausch blauw en grijs. Het blauw is voor de beschouwer links aangebracht.